# Medea Abrahamjan

Medea Abrahamjan, 1958

Medea Wardani Abrahamjan (armenisch Մեդեա Վարդանի Աբրահամյան, russisch Медея Вартановна Абрамян; geboren am 8. März 1932 in Jerewan, Armenische SSR, Sowjetunion; gestorben am 3. März 2021 in Jerewan, Armenien) war eine sowjetische bzw. armenische Cellistin und Professorin.

## Biografie
Medea Abrahamjan besuchte ab 1941 die Jerewaner Musikschule Peter Tschaikowski und studierte von 1950 bis 1953 am  Staatlichen Konservatorium Jerewan bei Leon Grigorjan. Danach ging sie ans Moskauer Konservatorium, studierte bei dem weltberühmten Cellisten Mstislaw Rostropowitsch und schloss 1956 ab.
Ab 1956 war sie als Solistin beim Armenian National Philharmonic Orchestra tätig. Medea Abrahamjan gab Konzerte in aller Welt. Neben klassischen und modernen Komponisten nahmen die Werke armenischer Komponisten einen großen Teil ihrer zahlreichen Auftritte ein. Viele dieser Werke wurden von ihr uraufgeführt. Viele weitere Werke entstanden unter ihrer Mitwirkung oder wurden ihr gewidmet.
Neben ihren Auftritten lehrte Medea Abrahamjan ab 1957 an der Jerewaner Musikschule Peter Tschaikowski und ab 1962 am Staatlichen Konservatorium Jerewan (ab 1981 als Professorin). Ihre Studenten kamen aus aller Herren Länder.
Sie war Jurorin bei vielen internationalen, gesamtsowjetischen und armenischen Wettbewerben und unterhielt Meisterklassen.

## Auszeichnungen
- 2. Preis beim Vihaan International Festival of Arts, 1955
- 1. Preis beim Ersten Armenischen Jugendfestival, 1957
- 1. Preis beim Moskauer Gesamtunionswettbewerb für Cellisten, 1961
- Verdiente Künstlerin der Armenischen SSR, 1963
- Ehrenbürgerin der bulgarischen Stadt Russe, 1968
- Staatspreis der Armenischen SSR, 1973
- Volkskünstlerin der Armenischen SSR, 1980
- Professor am Jerewaner Staatlichen Konservatorium, 1983
- Ritter der Armenischen Kunst, 2007
- Medaille für Verdienste um die Heimat 1. Klasse, 2012[8]
- Goldmedaille des Premierministers der Republik Armenien, 2016
- Ehrenpreis beim Nairi Pan-Armenischen Musikfestival, 2017[9]
- Komitas-Gedenkmedaille der armenischen Musikgesellschaft, 2018[10]